# Rauno Lehtinen
Rauno Väinämö Lehtinen, född 7 april 1932 i Tammerfors, död 1 maj 2006 i Helsingfors, var en finländsk kapellmästare och schlagerkompositör.
Lehtinen var under en tid att vara Finlands mest kända schlagerkompositör utomlands, och var även en av 1960- och 1970-talens centrala arrangörer och kompositörer inom finländsk schlager. Han skrev bland annat jenkan Letkis-Letkiss (1964) ursprungligen i ståltrådsutförande, men som i  orkesterledaren och pianisten Ronnie Krancks (1931–2014) mer jazzmässigt arrangerade version blev en internationell framgång. Lehtinen skrev även låten Tom tom tom, vilken framfördes av Marion Rung och kom på sjätte plats i Eurovision Song Contest 1973, den dittills främsta finländska prestationen i denna tävling. Han tilldelades Pro Finlandia-medaljen 2000.